# Администрация города Кирова
Администрация города Кирова — исполнительный орган муниципальной власти на территории муниципального образования «Город Киров». Возглавляется главой администрации, назначаемым Кировской городской Думой. Положение и статус администрации определяется главой 6 Устава города Кирова.

## История
После распада Советского Союза в декабре 1991 года исполнительный комитет Кировского городского совета народных депутатов (горисполком) преобразован в Администрацию города Кирова, а главой города становится глава Администрации. Первым главой Администрации стал последний председатель горисполкома Анжелий Михайлович Михеев.
В 1996 году принят новый Устав города Кирова, в соответствии с которым должность главы Администрации стала выборной.
В 2005 году должности главы города и главы Администрации города были разделены. Должность главы администрации города стала назначаемой депутатами городской думы.

## Структура

### Глава администрации города
Назначается Кировской областной Думой по контракту среди соискателей. Осуществляет руководство администрацией и её отраслевыми и территориальными органами. Участвует в формировании бюджета муниципального образования. Оказывает содействие и поддержку развитию промышленности города, среднего и малого бизнеса. Назначает на должность и освобождает от занимаемой должности руководителей всех муниципальных учреждений и организаций. Ведёт приём населения, организует рассмотрение предложений, заявлений и жалоб граждан.
Главы администрации города:
- Михеев Анжелий Михайлович (декабрь 1991 — декабрь 1994)
- Клевачкин Евгений Анатольевич (декабрь 1994 — март 1997)
- Киселёв Василий Алексеевич (март 1997 — март 2007)
- Плехов Геннадий Иванович (март 2007 — январь 2008)
- Мачехин Георгий Николаевич (февраль 2008 — май 2011)
- Драный Дмитрий Николаевич (май 2011 — ноябрь 2014)
- Перескоков Александр Викторович (декабрь 2014 — октябрь 2017)
- Шульгин Илья Вячеславович (октябрь 2017 — январь 2020)
- Осипов Дмитрий Валерьевич (июнь 2020 — октябрь 2022)
- Симаков Вячеслав Николаевич (октябрь 2022 — н.в.)

### Заместители главы администрации
Назначаются главой администрации города. Первый заместитель контролирует работу заместителей и управляющего делами администрации. Заместители контролируют работу отраслевых и территориальных органов.

### Департаменты
- Департамент финансов
- Департамент муниципальной собственности
- Департамент городского хозяйства
- Департамент образования
- Правовой департамент
- Департамент экономического развития и предпринимательства

### Управления
- Территориальное управление по Ленинскому району
- Территориальное управление по Первомайскому району
- Территориальное управление по Октябрьскому району
- Территориальное управление по Нововятскому району
- Управление градостроительства и архитектуры
- Управление строительства и развития инженерной инфраструктуры
- Управление муниципальных закупок
- Управление опеки и попечительства
- Управление культуры
- Управление по делам молодёжи, физической культуре и спорту
- Управление муниципальной службы и кадров
- Управление информатизации и технической защиты информации
- Управление организационной работы
- Управление делопроизводства и архива
- Отдел профилактики и взаимодействия с правоохранительными органами
- Отдел по работе с обращениями граждан и организаций
- Отдел специальных программ
- Отдел бухгалтерского учёта

## Полномочия
Полномочия Администрации Кирова:
1. Осуществление в пределах своих полномочий мер по реализации, обеспечению и защите прав и свобод человека и гражданина, охране собственности и общественного порядка, борьбе с преступностью.
2. Разработка проекта местного бюджета на очередной финансовый год, а также проектов планов и программ социально-экономического развития муниципального образования.
3. Обеспечение исполнения местного бюджета и программ социально-экономического развития муниципального образования; подготовка отчёта об исполнении указанного бюджета и отчётов о выполнении программ социально-экономического развития муниципального образования.
4. Управление и распоряжение имуществом, находящимся в муниципальной собственности муниципального образования, в порядке и пределах полномочий, установленных городской Думой.
5. Организация в границах муниципального образования электро-, тепло-, газо- и водоснабжения, водоотведения, снабжения населения топливом.
6. Содержание и строительство автомобильных дорог общего пользования, мостов и иных транспортных инженерных сооружений в границах муниципального образования, за исключением автомобильных дорог общего пользования, мостов и иных транспортных инженерных сооружений федерального и регионального значения.
7. Создание условий для предоставления транспортных услуг населению и организация транспортного обслуживания населения в границах муниципального образования.
8. Организация освещения улиц и установка указателей с названиями улиц и номерами домов.
9. Участие в предупреждении и ликвидации последствий чрезвычайных ситуаций на территории муниципального образования.
10. Организация охраны общественного порядка на территории муниципального образования муниципальной милицией.
11. Обеспечение первичных мер пожарной безопасности в границах муниципального образования.
12. Организация мероприятий по охране окружающей среды на территории муниципального образования.
13. Осуществление в пределах, установленных водным законодательством Российской Федерации и решениями городской Думы, полномочий по управлению и распоряжению водными объектами общего пользования для личных и бытовых нужд, информирование населения об ограничениях использования таких водных объектов.
14. Организация предоставления общедоступного и бесплатного начального общего, основного общего, среднего (полного) общего образования по основным общеобразовательным программам, за исключением полномочий по финансовому обеспечению образовательного процесса, отнесенных к полномочиям органов государственной власти области; организация предоставления дополнительного образования и общедоступного бесплатного дошкольного образования на территории муниципального образования, а также организация отдых детей в каникулярное время.
15. Организация оказания на территории муниципального образования скорой медицинской помощи (за исключением санитарно-авиационной), первичной медико-санитарной помощи в амбулаторно-поликлинических, стационарно-поликлинических и больничных учреждениях, медицинской помощи женщинам в период беременности, во время родов и после родов.
16. Организация опеки и попечительства.
17. Обеспечение градостроительной деятельности в соответствии с генеральным планом города Кирова и населенных пунктов, входящих в муниципальное образование, с Правилами землепользования и застройки; подготовка документации по территориальному планированию, местным нормативам градостроительного проектирования, градостроительному зонированию, выдача разрешений на строительство, разрешений на ввод в эксплуатацию при осуществлении строительства, реконструкции, капитального ремонта объектов капитального строительства; организация системы информационного обеспечения градостроительной деятельности, осуществляемой на территории муниципального образования.
18. Резервирование и изъятие, в том числе путём выкупа, земельных участков в границах муниципального образования для муниципальных нужд, установление публичных сервитут для обеспечения интересов населения муниципального образования без изъятия земельных участков, установление ограничения прав на землю, контроль за использованием земель.
19. Обеспечение малоимущих граждан, проживающих в муниципальном образовании и нуждающихся в улучшении жилищных условий, жилыми помещениями в соответствии с жилищным законодательством, организация строительства и содержания муниципального жилищного фонда, создание условий для жилищного строительства.
20. Обеспечение формирования и содержания муниципального архива.
21. Обеспечение содержания мест захоронения, организации ритуальных услуг.
22. Организация сбора, вывоза, утилизации и переработки бытовых и промышленных отходов.
23. Создание условий для обеспечения жителей муниципального образования услугами связи, общественного питания, торговли и бытового обслуживания.
24. Создаёт условий для организации досуга и обеспечения жителей муниципального образования услугами организаций культуры;
25. Обеспечение сохранения, использования и популяризации объектов культурного наследия (памятников истории и культуры), находящихся в собственности муниципального образования, охраны объектов культурного наследия (памятников истории и культуры) местного (муниципального) значения, расположенных на территории муниципального образования.
26. Обеспечение условий для развития на территории муниципального образования физической культуры и массового спорта, организации проведения официальных физкультурно-оздоровительных и спортивных мероприятий муниципального образования.
27. Создание условий для массового отдыха жителей городского округа и организация обустройства мест массового отдыха населения.
28. Организация библиотечного обслуживания населения, комплектования библиотечных фондов библиотек муниципального образования.
29. Организация и осуществление мероприятий по гражданской обороне, защите населения и территории муниципального образования от чрезвычайных ситуаций природного и техногенного характера, включая поддержание в состоянии постоянной готовности к использованию систем оповещения населения об опасности, объектов гражданской обороны, создание и содержание в целях гражданской обороны запасов материально-технических, продовольственных, медицинских и иных средств.
30. Организация деятельности аварийно-спасательных служб (формирований) на территории муниципального образования.
31. Организация создания, развития и обеспечения охраны лечебно-оздоровительных местностей и курортов местного значения на территории муниципального образования.
32. Организация мероприятий по мобилизационной подготовке муниципальных предприятий и учреждений, находящихся на территории муниципального образования.
33. Осуществление мероприятий по обеспечению безопасности людей на водных объектах, охране их жизни и здоровья.
34. Осуществление финансовой, налоговой и инвестиционной политики.
35. Организация и осуществление мероприятий по работе с детьми и молодежью.
36. Установка тарифов на услуги, предоставляемые муниципальными предприятиями и учреждениями.
37. Осуществление в соответствии с Положением, утверждаемым городской Думой, полномочий в области регулирования тарифов и надбавок организаций коммунального комплекса.
38. Осуществление расчета субсидий на оплату жилого помещения и коммунальных услуг и организация предоставления субсидий гражданам, имеющим право на их получение в соответствии с жилищным законодательством.
39. Установка перечня территориальных образований, улиц, домов, входящих в границы участков мировых судей.
40. Эмитент ценных бумаг муниципального образования в порядке, установленном действующим законодательством.
41. Создание условий для расширения рынка сельскохозяйственной продукции, сырья и продовольствия, содействие развитию малого предпринимательства.
42. Осуществление переданных муниципальному образованию отдельных государственных полномочий и иных исполнительно-распорядительных полномочий, предусмотренных федеральным и областным законодательством и настоящим Уставом.